# Нара (язык)
Нара (также нера, бареа, барья) — нило-сахарский язык, на котором говорит народ нара — в основном, в западной Эритрее, в районе Баренту и к северу от него. Этот язык часто путают с языком кунама, распространённым южнее. В качестве второго языка народом нара используются тигре и арабский. По словам Циге Хайлемикаэля (Tsige Hailemichael), «…языку нара угрожает быстрое исчезновение».
Существуют следующие варианты названия языка латиницей: Nara, Nera, Barea, Barya, Baria, Higir, Koyta, Mogareb, Santora. Название «бареа/барья» считается уничижительным, так как barya в переводе с амхарского значит «раб».

## Классификация
На уровне семьи язык нара фактически является изолятом. Традиционно он включается в восточносуданскую надсемью в рамках нило-сахарской макросемьи. Внутри первой, по классификации К. Эрета вместе с тама-нубийской семьёй, образует астаборанскую группировку.

## Диалекты
В языке нара существует 4 наречия, между которыми имеются значительные различия: хигир (Higir), могареб (Mogareb), койта (Koyta), сантора (Santora). Каждое из 4 наречий делится на диалекты.

## Письменность
Для записи языка используется письменность как на основе эфиопского письма, так и на основе латиницы.